# ばら積み貨物

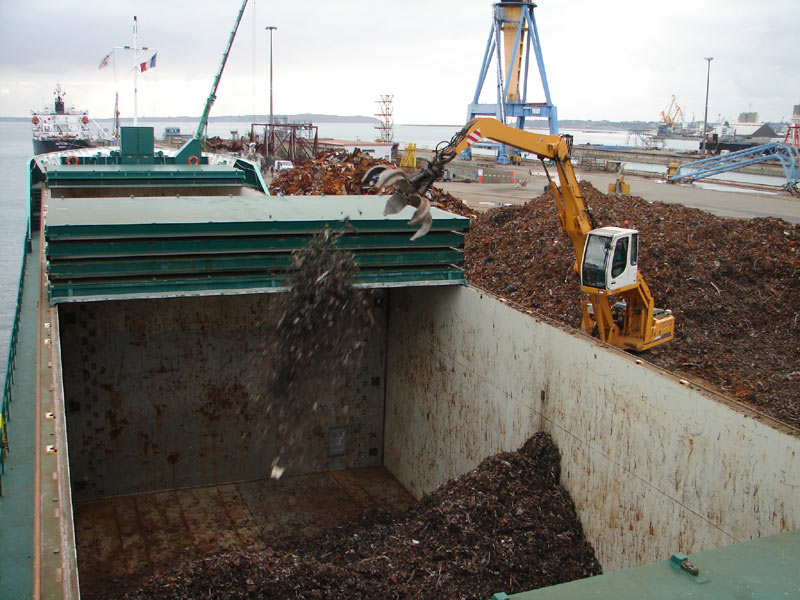
小型のばら積み貨物船がフランス・ブレスト港でくず鉄を積み込んでいる様子

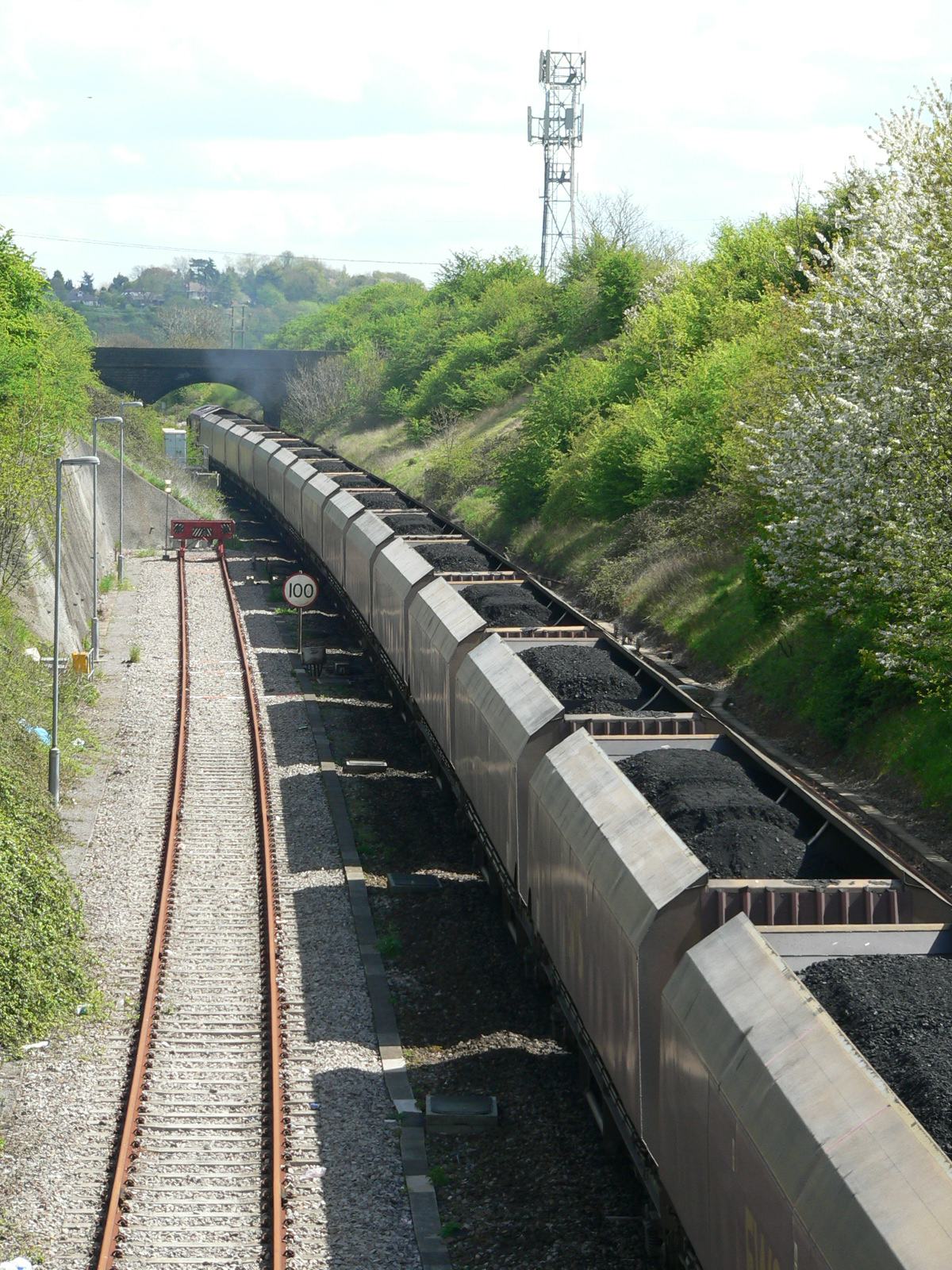
イギリスの石炭列車

ばら積み貨物（ばらづみかもつ、英語 Bulk cargo）は、包装されない状態で大量に輸送される貨物のこと。こうした貨物は固体または液体の状態であり、乾貨物と液状貨物に分けられる。ばら積み貨物は、クレーンのバケットやベルトコンベア、パイプラインなどによって運ばれ、ばら積み貨物船、はしけ、鉄道のホッパ車、自動車の粉粒体運搬車（トラックやトレーラー）の荷台などに流し込まれる。
これらの輸送機械では効率的な荷役作業を行うため、それぞれの積荷の物性に合わせた設計がなされており、それが外観上の特徴となっている場合が多い。
世界最大のばら積み貨物船は鉄鉱石運搬船の「ヴァーレ・ブラジル」で、402,347 載貨重量トンある。世界でもっともばら積み貨物取扱量が多い港は、大豆やコーンなど米国産穀物の積み出し港であるニューオーリンズ近郊のサウスルイジアナ港 (Port of South Louisiana) である。

## 乾性ばら積み貨物
- 石炭
- 穀物（小麦、トウモロコシ、米、大麦、エンバク、ライ麦、モロコシ、大豆など）
- 鉄鉱石（鉱石、合金、鋳鉄、くず鉄など）
- ボーキサイト
- 木材チップ
- セメント
- 化学物質（肥料、プラスチックの顆粒やペレット、天然樹脂の粉粒体、合成繊維など）
- 食品（動物用・人間用とも: アルファルファペレット、柑橘類ペレット、家畜飼料、穀粉、ラッカセイ、粗糖、精製砂糖、種子、デンプンなど）
- 鉱業生産物（砂、礫、銅、鉄、塩など）

他
これらの貨物の多くは、液状化や化学反応など積載船舶の航行の安全を脅かすリスクのある性質を持つものも多いことから、海上における人命の安全のための国際条約に基づき国際海事機関が安全輸送のための国際規約（IMSBCコード）を定めている。

## 液状ばら積み貨物
- 石油
- 液化天然ガス (LNG)
- ガソリン
- 化学物質
- 食品（サラダ油、ジュース、牛乳、異性化糖など）

他